# Propithecus edwardsi
Propithecus edwardsi är en primat i släktet sifakor som förekommer på östra Madagaskar. Den räknades tidigare som underart till diademsifaka och godkänns nu oftast som självständig art.

## Utseende
Individerna når en kroppslängd (huvud och bål) av 42 till 52 cm och en svanslängd av 41 till 48 cm. Vikten varierar mellan 5 och 6,5 kg. Arten har huvudsakligen en mörkbrun päls. På låren och på stjärten är pälsen vit eller de mörka håren har bara silvergråa spetsar. Huden i ansiktet har nästan inga hår och är svartaktig. Som kontrast har ögonen en orangeröd färg.

## Utbredning och habitat
Utbredningsområdet ligger i centrala delen av provinsen Fianarantsoa. Propithecus edwardsi vistas där i kulliga områden och låga bergstrakter upp till 1600 meter över havet. Habitatet utgörs av tropiska regnskogar.

## Ekologi
Denna sifaka är aktiv på dagen och vistas nästan uteslutande i träd. Individerna bildar familjegrupper av ett föräldrapar och deras ungar med 3 till 9 medlemmar. Flocken har ett revir som är 40 till 250 hektar stort. För kommunikationen finns olika läten och ömsesidig pälsvård förstärker det sociala bandet.
Propithecus edwardsi äter främst frukter samt några blad, blommor och frön.
Honor parar sig allmänt vartannat år. Efter 17 till 22 veckor dräktighet föds i juni eller juli ett eller ibland två ungar. Ungdjuren håller sig fast i pälsen vid moderns mage och senare klättrar de även på moderns rygg. Efter cirka två månader slutar honan med digivning. Bara 50 procent av ungarna överlever första året. Könsmognaden infaller för honor efter fyra år och för hannar efter fem år. Honor kan ibland stanna i flocken medan hannar alltid flyttar till en annan flock.
Arten kan de bli 35 år gammal.

## Hot och status
Fossan (Cryptoprocta ferox) är artens största naturliga fiende. Beståndet hotas dessutom av skogsavverkningar, av svedjebruk och av jakt. IUCN uppskattar att hela populationen minskade med 50 procent. Arten listas därför som starkt hotad (EN).